# Scheldeoord (Nederland)
Scheldeoord is een buurtschap in de gemeente Borsele in de Nederlandse provincie Zeeland. De naam Scheldeoord staat voor plaats aan de Schelde. De buurtschap ligt dan ook aan de Westerschelde. Scheldeoord ligt in de Sint Jacobspolder en is gelegen aan de Zeedijk en Landingsweg bij de Hoek van Baarland, een hoek in de Westerscheldedijk. Scheldeoord ligt ten zuidoosten van Baarland en ten zuidwesten van Bakendorp.
In de buurtschap bevindt zich een camping met dezelfde naam met verscheidene vakantiewoningen. Vlakbij ligt een landingsmonument, Amber Beach genaamd.
De postcode van de buurtschap is 4435, de postcode van Baarland.
Dorpen: Baarland · Borssele · Driewegen · Ellewoutsdijk · 's-Gravenpolder · 's-Heer Abtskerke · 's-Heerenhoek · Heinkenszand · Hoedekenskerke · Kwadendamme · Lewedorp · Nieuwdorp · Nisse · Oudelande · Ovezande

Buurtschappen: Baarsdorp · Bakendorp · Coudorpe · Graszode · Knaphof · Koekoek · Langeweegje · Het Oudeland · Rijkebuurt · Scheldeoord · Sinoutskerke · 't Vlaandertje · De Zak 

Zeeland: Steden en dorpen in Zeeland      Nederland: Provincies · Gemeenten